# I. Sándor jugoszláv király
I. Sándor (Cetinje, Montenegró, 1888. december 16. – Marseille, Franciaország, 1934. október 9.), a Szerbek, Horvátok és Szlovének második királya, 1929-től Jugoszlávia első királya. I. Miklós montenegrói király anyai unokája. A Karađorđević (Karagyorgyevics)-ház tagja.

## Élete
Apja I. Péter szerb király, anyja Petrović-Njegoš Zorka (1864–1890) montenegrói hercegnő, aki ötödik gyermekének a szülésébe halt bele a megszületett kisfiával együtt. Karađorđević Sándor anyai nagyapja, I. Miklós montenegrói herceg, későbbi király udvarában látta meg a napvilágot, ahol egy időre a trónfosztott Karađorđević-dinasztia időzött az Obrenović-ház uralma idején. Érdekesség, hogy később ő maga játszott jelentős szerepet anyai nagyapja trónfosztásában az I. világháború után.
Az általános iskolát Genfben végezte, a gimnáziumba Szentpéterváron járt, majd apja 1903-as királlyá választása után Belgrádban és Szentpéterváron kapott katonai kiképzést. A katonai nevelés meghatározó volt egész életében a tetteire. A Balkán-háborúkban már kivette a részét mint a szerb hadsereg parancsnoka.
Az államfői teendőket régensként 1914. július 5-étől Sándor látta el beteg apja helyett. Az I. világháborúban a szerb hadsereg parancsnoka volt, de a központi hatalmak: az Osztrák–Magyar Monarchia, Németország és Bulgária megszállta az országot, ezért 1915. novembertől 1918. decemberig görögországi száműzetésben volt az egész királyi család és a kormány.

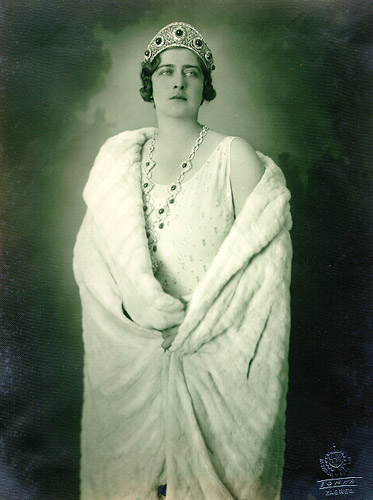
Hohenzollern-Sigmaringen Mária román királyi hercegnő, I. Sándor felesége

Dinasztikus házasságot kötött. 1922. június 8-án Belgrádban feleségül vette Mária román hercegnőt, a szövetséges, másik kisantant tagállam, Románia királyának, I. Ferdinándnak és Szász–Coburg–Gotha-i Mária brit hercegnőnek a lányát. Hohenzollern-Sigmaringen Mária királyné révén az utódok I. Viktória angol királynő leszármazottai is.
„Kétségtelen, a szerb erőkre támaszkodott, elfogadta az 1921. évi centralista, a horvát követelésekre nemet mondó, ún. Vid-napi alkotmányt, amely számára is széles körű jogokat, a politikába közvetlen beavatkozást biztosított. Autokrata volt, igazából nem szerette maga mellett az erős embereket, mégis gyakran rájuk szorult, de amikor tehette, azonnal elbocsátotta őket. Hitt a jugoszláv állam életképességében, a háromtörzsű nemzet létezésében.
Nem szívelte (sic!) a pártpolitikai csetepatékat és a nemzeti ellentétek nyílt megnyilvánulásait, ezért amikor azok által állama létét veszélyeztetve látta, kezébe vette a hatalmat. A belgrádi pátriárkával való megbeszélés után magához kérette a pártok vezetőit, és bejelentette, hogy királyi diktatúrát vezet be (1929. január 6-án). Betiltotta a pártok működését (nemzeti alapon később sem engedte azok alapítását), új nevet adott országának (Jugoszlávia), majd 1931-ben új alkotmánnyal is »megajándékozta« államát, amelyben a királyi hatalom még szélesebb körű jogosítványokon nyugodott.
Jugoszlávia fennállását azonban több radikális, terrorista csoport ellenezte, az egyik, a VMRO (makedón forradalmi szervezet) 1934. október 9-én Marseille-ben sikeres merényletet követett el ellene.”

## Halála
A király utolsó napja a következőképpen zajlott: „1934. október 9-én, kedden, egy borongós, de még enyhe őszi napon, francia időszámítás szerint délután négy órakor Marseille külső kikötőjében, a Quai des Belges (Belga rakpart) mentén lehorgonyzott a Dubrovnik jugoszláv hadihajó. Előző nap, hétfő este indult el Splitből, fedélzetén Sándor jugoszláv királlyal, Jevtić külügyminiszterrel és kíséretükkel. Mária királyné vihartól félve visszatért Belgrádba, és másnap délután három óra tájban ért vonaton Dijonba, hogy ott Párizsba tartó férjét bevárja. Ugyanabban az időpontban, amikor a partvédelmi ágyúk 21 üdvlövése felhangzott, a hajó fedélzetén továbbították a királynak a jugoszláv kémelhárító szolgálat üzenetét: rosszullétre hivatkozva kerülje el a partraszállást, mert hírek érkeztek egy ellene készülő merényletről, a kikötőben és a városban pedig nagy a rendetlenség, nem tettek megfelelő biztonsági intézkedéseket. […] Sándor király nehéz szívvel határozott az előre megállapított program betartása mellett. Állítólag megjegyezte: »Ha ezt megúszom, száz évet élek!«” Nem így történt. Beült Louis Barthou francia külügyminiszter mellé a limuzinba. Az autó alig indult el, amikor lövöldözés tört ki, és a limuzin mindkét utasa életét vesztette. A merényletet horvát usztasák és macedón terroristák követték el, abban a naiv reményben, hogy ez az ország felbomlásához vezet.

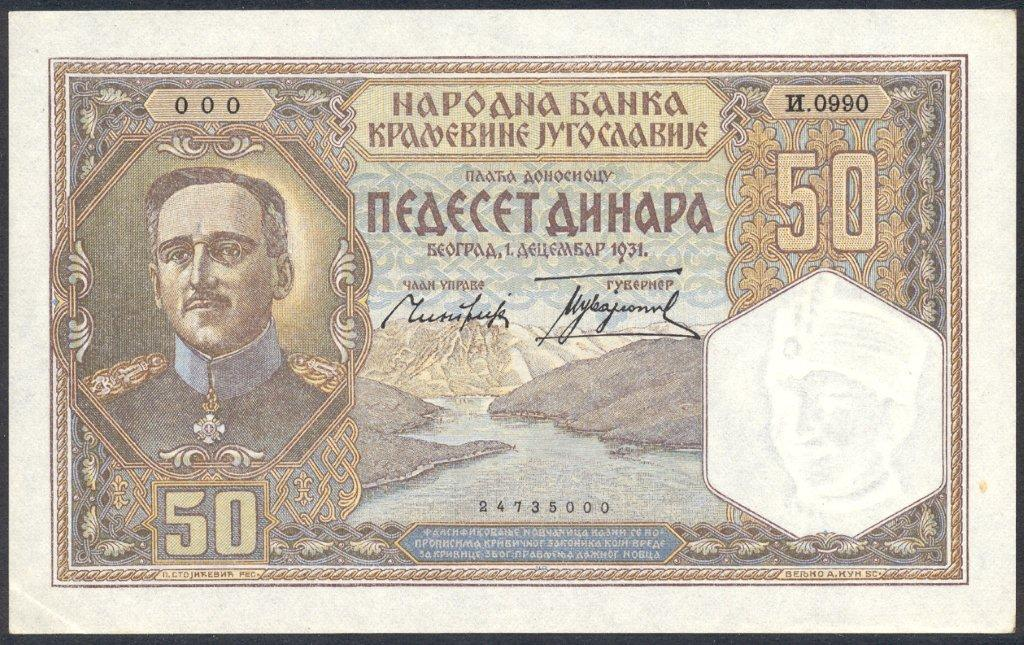
Jugoszláv, 1931-es sorozatú 50 dináros bankjegy I. Sándor király portréjával.

## Gyermekei
- Feleségétől, Hohenzollern-Sigmaringen Mária (1900–1961) román királyi hercegnőtől,[7] 3 fiú:
  - Péter (1923–1970), II. Péter néven jugoszláv király, felesége Oldenburgi Alexandra (1921–1993) görög királyi hercegnő,[8] 1 fiú:
    - Sándor (1945–) jugoszláv trónörökös, 1970-től a Karađorđević (Karagyorgyevics)-ház feje, 1. felesége Orléans–Bragança Mária (1946–),[9] elváltak,[10] 3 fiú, 2. felesége Katherine Clairy Batis (1943–), nem születtek újabb gyermekei
      - Karađorđević Péter (1980–)
      - Karađorđević Fülöp (1982–), Sándor ikertestvére
      - Karađorđević Sándor (1982–), Fülöp ikertestvére

  - Tomiszláv (1928–2000) jugoszláv királyi herceg, 1. felesége Margit (1932–2013) badeni hercegnő, elváltak, 2 gyermek, 2. felesége Linda Bonney (1949–), 2 további fiú
  - András (1929–1990) jugoszláv király herceg, öngyilkosságot követett el, 1. felesége Krisztina (1933–2011) hesseni hercegnő,[11] elváltak, 2 gyermek, Kira (1930–2005) leiningeni hercegnő, elváltak, további 3 gyermek, akik közül 1 leány még a házasságuk előtt, 3. felesége Eva Maria Anđelković (1926–), nem születtek további gyermekei